# 菊田一美
菊田 一美（きくた かずみ、1986年3月1日 - ）は、日本のプロレスラー。青森県平内町出身。大日本プロレス所属。身長180cm、体重94kg。

## 経歴
2014年に大日本プロレス入門。同期の宇藤純久と共にデビューする予定がケガのため延期され、2015年4月30日の上野公園みずどりのステージ大会、vs河上隆一戦にてデビュー。
2019、5月5日横浜文化体育館大会にて、河上隆一とのタッグでアジアタッグ王座を戴冠

## 得意技
ダイビングフットスタンプ
フィッシャーマンズスープレックス
バズソーキック
仰向けになった相手の上半身を起こして相手の左側頭部を振り抜いた右足の甲で蹴り飛ばす。
各種キック
掌底打ち

## タイトル歴
全日本プロレス
- アジアタッグ王座（第107代）（パートナーは河上隆一）

新潟プロレス
- 新潟タッグ王座（第2代）（パートナーは河上隆一）

大日本プロレス
- BJW認定タッグ王座 (第51代) (パートナーは河上隆一)

## 人物
- 実家は漁業関係の仕事をしており、フィッシャーマン系の技にこだわりを持っている。
- 大日本入団前は建設会社に勤めていた。その為、手先が器用であり、「デスマッチアイテム職人」として、数々の凶器を製作している。